# Đường vành đai Gangnam

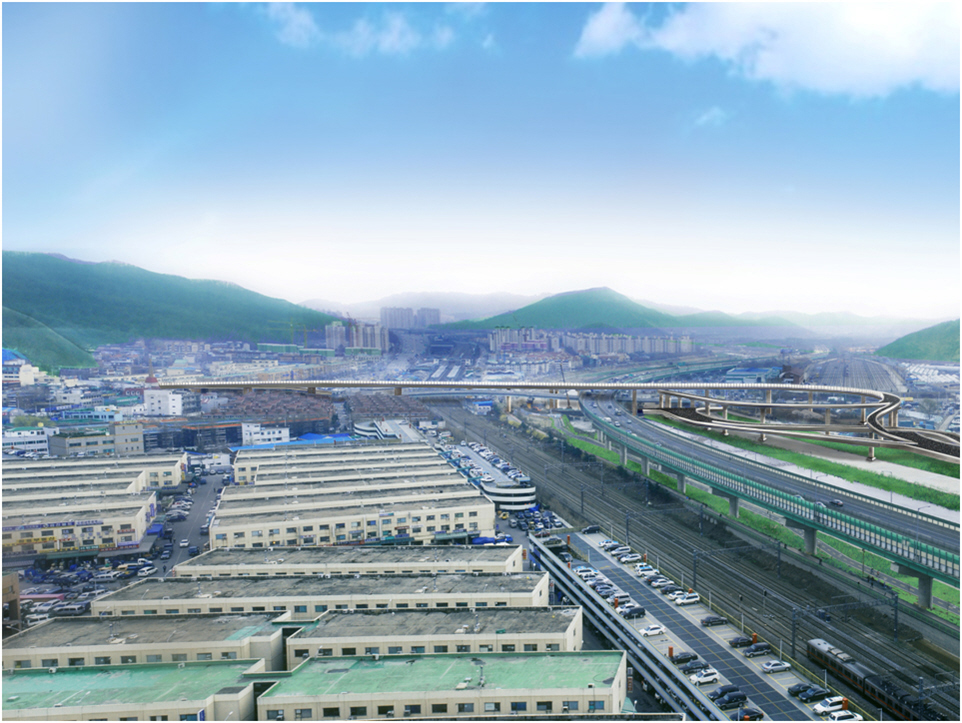
Bản vẽ kiến trúc của giao lộ Siheung-daero.

Đường vành đai Gangnam (tiếng Hàn: 강남순환로) là một đường cao tốc đô thị nằm ở Seoul, Hàn Quốc. Với tổng chiều dài 13,82 km (8,59 mi), tuyến đường cao tốc này bắt đầu từ nút giao Soha ở quận Geumcheon, Seoul đến nút giao Seonam ở quận Seocho.

## Điểm dừng
Seoul
- Quận Geumcheon - Quận Gwanak - Quận Seocho

## Danh sách các cơ sở

### Toàn bộ tuyến đường
- IC: Nút giao thông (나들목)
- BR: Cầu (교량)
- TN: Hầm (터널)
- TG: Trạm thu phí (요금소)
- (■): Đường dành riêng cho xe ô tô

| Loại                                                | Tên                                                 | Tên                                                 | Kết nối                                                                           | Vị trí                                              | Vị trí                                              | Ghi chú                                             |
| Loại                                                | Tiếng Việt                                          | Hangul                                              | Kết nối                                                                           | Vị trí                                              | Vị trí                                              | Ghi chú                                             |
| Kết nối trực tiếp với Đường cao tốc Pyeongtaek–Paju | Kết nối trực tiếp với Đường cao tốc Pyeongtaek–Paju | Kết nối trực tiếp với Đường cao tốc Pyeongtaek–Paju | Kết nối trực tiếp với Đường cao tốc Pyeongtaek–Paju                               | Kết nối trực tiếp với Đường cao tốc Pyeongtaek–Paju | Kết nối trực tiếp với Đường cao tốc Pyeongtaek–Paju | Kết nối trực tiếp với Đường cao tốc Pyeongtaek–Paju |
| --------------------------------------------------- | --------------------------------------------------- | --------------------------------------------------- | --------------------------------------------------------------------------------- | --------------------------------------------------- | --------------------------------------------------- | --------------------------------------------------- |
| IC JC                                               | Soha IC Soha JC                                     | 소하 나들목 소하 분기점                             | Đường cao tốc Pyeongtaek–Paju Đường cao tốc Seohaean Quốc lộ 1 (Seobuganseondoro) | Seoul                                               | Geumcheon-gu                                        |                                                     |
| BR                                                  | Cầu Hoam                                            | 호암대교                                            |                                                                                   | Seoul                                               | Geumcheon-gu                                        |                                                     |
| IC                                                  | Dốc Geumcheon                                       | 금천 램프                                           | Quốc lộ 1 (Siheung-daero)                                                         | Seoul                                               | Geumcheon-gu                                        | Chỉ vào hướng Seonam Chỉ ra hướng Soha              |
| TG                                                  | Geumcheon TG                                        | 금천 요금소                                         |                                                                                   | Seoul                                               | Geumcheon-gu                                        | Khu vực tư nhân Trạm thu phí chính                  |
| TN                                                  | Hầm Gwanak                                          | 관악터널                                            |                                                                                   | Seoul                                               | Geumcheon-gu                                        | Khu vực tư nhân Chiều dài 4,834m                    |
| TN                                                  | Hầm Gwanak                                          | 관악터널                                            | Gwanak-gu                                                                         | Seoul                                               |                                                     | Khu vực tư nhân Chiều dài 4,834m                    |
| IC                                                  | Gwanak IC                                           | 관악 나들목                                         | Sillim-ro                                                                         | Seoul                                               | Khu vực tư nhân                                     |                                                     |
| TN                                                  | Hầm Bongcheon                                       | 봉천터널                                            | Hầm Sillim Bongcheon (Đang xây dựng)                                              | Seoul                                               | Khu vực tư nhân Chiều dài 3,221m                    |                                                     |
| IC                                                  | Sadang IC                                           | 사당 나들목                                         | Gwacheon-daero                                                                    | Seoul                                               | Khu vực tư nhân                                     |                                                     |
| IC                                                  | Sadang IC                                           | 사당 나들목                                         | Gwacheon-daero                                                                    | Seoul                                               | Khu vực tư nhân                                     | Seocho-gu                                           |
| TN                                                  | Hầm Seocho                                          | 서초터널                                            |                                                                                   | Seoul                                               | Khu vực tư nhân Chiều dài 2,620m                    |                                                     |
| TG                                                  | Seonam TG                                           | 선암 요금소                                         |                                                                                   | Seoul                                               | Khu vực tư nhân Trạm thu phí chính                  |                                                     |
| IC                                                  | Seonam IC                                           | 선암 나들목                                         | Quốc lộ 47 (Yangjae-daero)                                                        | Seoul                                               |                                                     |                                                     |
|                                                     | Đường hầm Maeheon                                   | 매헌지하차도                                        |                                                                                   | Seoul                                               | Đoạn tài chính Chiều dài 900m                       |                                                     |
|                                                     | Đường hầm Yeomgok Dongseo                           | 염곡동서지하차도                                    |                                                                                   | Seoul                                               | Đoạn tài chính Chiều dài 640m                       |                                                     |
|                                                     | Đường hầm Guryeong                                  | 구룡지하차도                                        |                                                                                   | Seoul                                               | Gangnam-gu                                          | Đoạn tài chính Chiều dài 770m                       |
| Kết nối trực tiếp với Quốc lộ 47 (Yangjae-daero)    |                                                     |                                                     |                                                                                   |                                                     |                                                     |                                                     |

### Phần Soha JC ~ Trạm thu phí Geumcheon
Nó kết nối trực tiếp với Nút giao thông Soha của Đường cao tốc Pyeongtaek-Paju và kết nối với Trạm thu phí Geumcheon qua Cầu Hoam, dài 820m và bắc qua Siheung-daero. Cùng với việc xây dựng này, một đường hầm dài 760m cũng được xây dựng cho đoạn đường vào từ đường vào cầu Siheung, là đoạn Giao lộ Soha, đến Anyangcheon-ro .

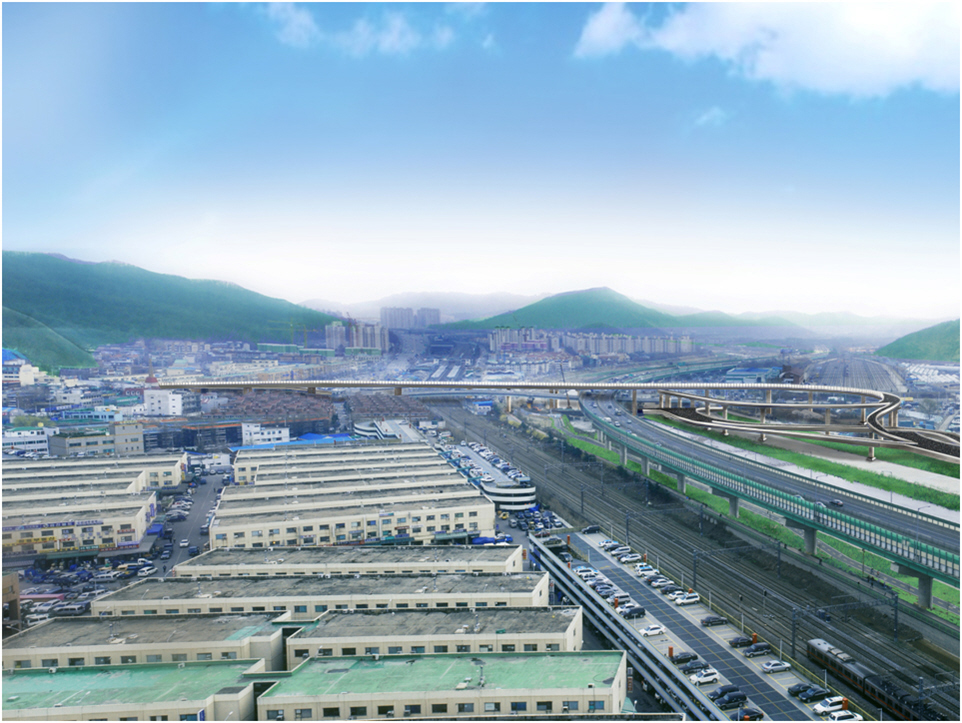
Toàn cảnh cây cầu chính bắc qua Siheung-daero
Toàn cảnh ngã tư Siheung-daeroToàn cảnh ngã tư Siheung-daero
Toàn cảnh lối vào và lối ra của đường chuiToàn cảnh lối vào và lối ra của đường chui
Toàn cảnh lối vào và lối ra của đường chuiToàn cảnh lối vào và lối ra của đường chui

### Phần Trạm thu phí Geumcheon ~ Trạm thu phí Seonam
Phần lớn đoạn đường được tạo thành từ các đường hầm, và nút giao thông Gwanak và nút giao thông Sadang đã được lắp đặt. Vì đoạn này được xây dựng với vốn đầu tư tư nhân nên nó được vận hành như một đường thu phí. Tổng cộng 773,6 tỷ KRW đã được đầu tư và việc xây dựng bắt đầu vào ngày 20 tháng 11 năm 2007 và hoàn thành vào ngày 3 tháng 7 năm 2016 với việc khai trương Đường vành đai Gangnam và được xây dựng bởi Doosan Engineering & Construction. Đoạn này bao gồm ba đường hầm: Đường hầm Gwanak (4.834m), Đường hầm Bongcheon (3.221m), Đường hầm Seocho (2.620m) và hai cây cầu chính (650m). Trong số này, đường hầm Gwanak dài 4.834m, dài nhất trong số các đường hầm nằm ở Seoul. Đoạn Nakseongdae - Sadang được xây dựng với 8 làn xe để chuẩn bị cho Đường hầm Sillim Bongcheon . Đường hầm Sillim-Bongcheon là một đường hầm nối Giao lộ Nangok của Đường vành đai Nambu và Giao lộ Nakseongdae của Đường vành đai Gangnam . Nó đang được xây dựng như một dự án tài chính và tỷ lệ hoàn thành trong năm 2013 được ghi nhận là 11%.

Mặt cắt chung hầm (3 làn xe) nhìn từ trên caoMặt cắt chung hầm (3 làn xe) nhìn từ trên cao
Mặt cắt chung hầm (4 làn xe) nhìn từ trên caoMặt cắt chung hầm (4 làn xe) nhìn từ trên cao
Toàn cảnh trạm thu phí GeumcheonToàn cảnh trạm thu phí Geumcheon
Toàn cảnh trạm thu phí SeonamToàn cảnh trạm thu phí Seonam

### Phần Trạm thu phí Seonam ~ Suseo IC
- Cầu: 2 địa điểm (cầu trên cao, cầu juam)

Toàn cảnh cầu vượt tuyến chínhToàn cảnh cầu vượt tuyến chính
Toàn cảnh Cầu JuamToàn cảnh Cầu Juam

- Đường hầm
  - Đường hầm Maeheon 900m, Đường hầm Yeomgok-Dongseo 640m, Đường hầm Guryong 770m, Đường hầm Daemo 1.160m, Đường hầm Irwon 580m, Đường hầm Daecheong 470m

Toàn cảnh đường chui Maeheon (5 làn xe)Toàn cảnh đường chui Maeheon (5 làn xe)
Toàn cảnh đường chui Guryong (4 làn xe)Toàn cảnh đường chui Guryong (4 làn xe)